# Spyker C8
La Spyker C8 è un'automobile della casa automobilistica olandese Spyker Cars.

## Versioni

### Spyker C8 Laviolette
- Motore: V8 4.2 litri Audi da 450 CV
- Velocità massima: 300 km/h
- Da 0–100 km/h in 4,4 secondi
- Prezzo base: 232.500,00 Euro netti

### C8 Spyder
- Motore biturbo da 525 CV
- Velocità massima: 320 km/h

### Spyker C8 Double 12
- Motore: 480 CV (prima versione), 620 CV (seconda versione; presentata nel marzo del 2002 al Salone di Ginevra
- Stilisticamente somiglia alla C8 Spyder
- Da 0 a 100 km/h in 3,8 secondi
- Velocità massima: 345 km/h

### Spyker C8 Aileron
La C8 Aileron venne progettata nel 2010 per tentare di incrementare le vendite della casa automobilistica olandese. Il propulsore che la equipaggiava era un Audi V8 4.2 dalla potenza di 400 cv che le permetteva di raggiungere la velocità massima di 300 km/h, con accelerazione da 0 a 100 km/h in 4,5 secondi. Il motore, la cui coppia raggiungeva i 480 Nm, veniva gestito da un cambio automatico ZF a sei rapporti. Il telaio e la carrozzeria erano entrambi in alluminio. L'impianto frenante era costituito da freni a disco ventilati abbinati al sistema ABS.

### Spyker C8 GT2R
Con questo modello opportunamente rielaborato la casa olandese ha partecipato alle maggiori competizioni automobilistiche di durata quali la 24 ore di Le Mans.